# Oscar Montelius
Gustaf Oscar Augustin Montelius (Stoccolma, 9 settembre 1843 – Stoccolma, 4 novembre 1921) è stato un archeologo svedese.

## Biografia
Affinò il metodo della cronologia relativa per classificazione e tipologia che fu poi sviluppato da Flinders Petrie nella seriazione.
È stato membro dell'Accademia svedese.